# Cardiocondyla neferka
Cardiocondyla neferka is een mierensoort uit de onderfamilie van de Myrmicinae. De wetenschappelijke naam van de soort is voor het eerst geldig gepubliceerd in 1982 door Bolton.